# Цалай-Якименко Олександра Сергіївна

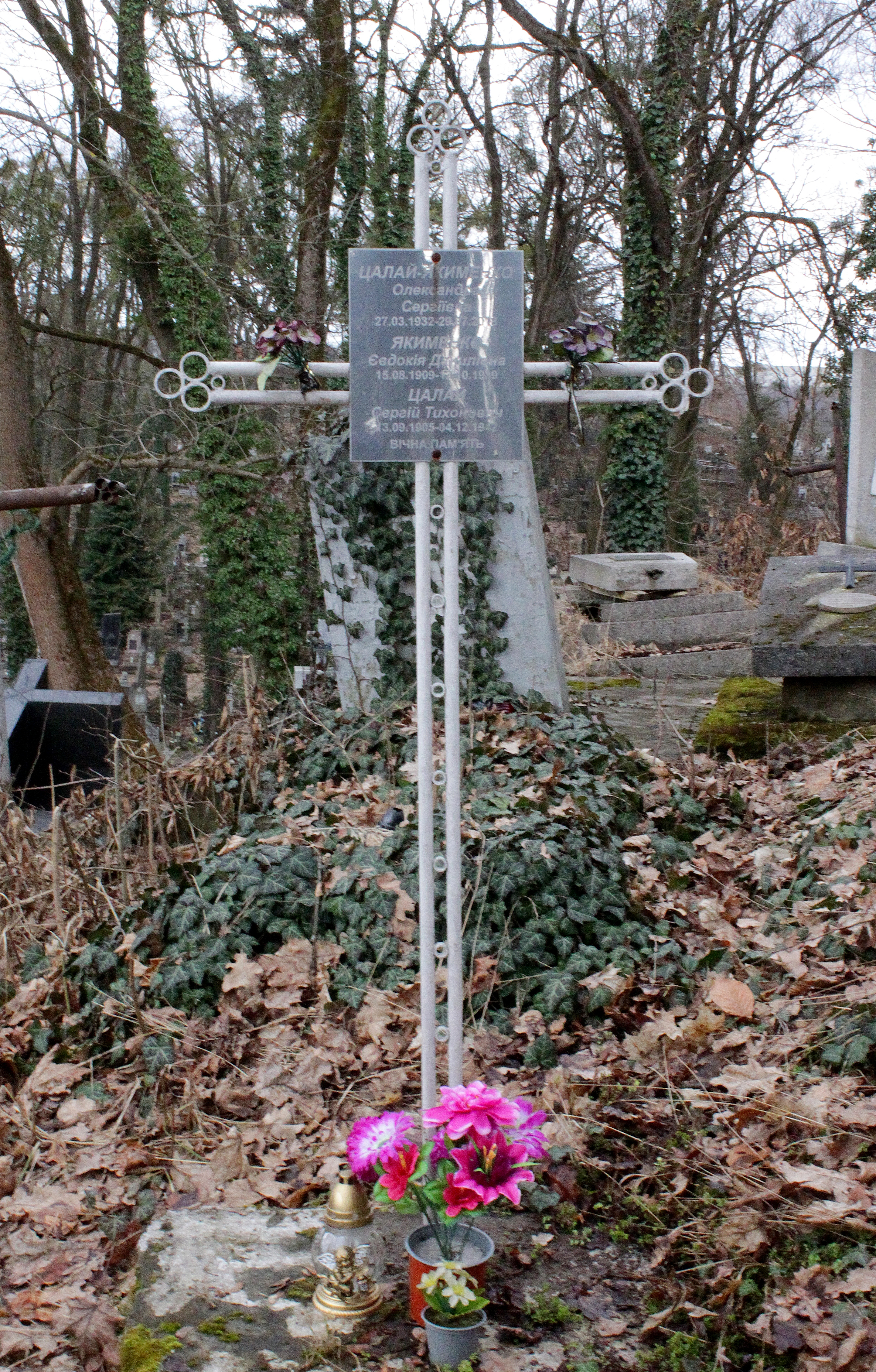

Олександра Сергіївна Цалай-Якименко (* 27 березня 1932 — †29 липня 2018), українська музикознавиця родом з Лубен на Полтавщині.
Музичну освіту здобула в Львівській (1958 у С. Людкевича) і Київській (аспірантура у Г. Таранова, 1959—1962) консерваторіях.
Цалай-Якименко особливу увагу присвятила збереженому у Львові укр. рукописові «Граматики мусікійської» Миколи Дилецького (1723) і підготувала до друку факсимільне видання зі своїм вичерпним коментарем (К.: «Музична Україна» — 1970).
Статті з української музичної культури XVI—XVII століть в музичних журналах і збірниках та про музичне життя Львова, пересилання у радіо та телевізії.
Від 1963 року Цалай-Якименко — викладачка Львівської консерваторії.
Останнім часом проживала у Полтаві. Похована у Львові, на 28 полі Личаківського цвинтаря.